# بیان نهایی
در اصطلاح حقوقی، بیان نهایی (انگلیسی: Allocution) یا «سخن پایانی» به فرصتی اشاره دارد که به متهم در دادگاه داده می‌شود تا قبل از صدور حکم، در دفاع از خود صحبت کند یا از دادگاه درخواست تخفیف مجازات یا بخشش کند. در این مرحله، متهم می‌تواند احساس پشیمانی خود را ابراز کند، به شرح شرایطی بپردازد که ممکن است منجر به ارتکاب جرم شده باشد، یا از دادگاه درخواست کند که در هنگام صدور حکم، ملاحظاتی را در نظر بگیرد. این فرصت به متهم داده می‌شود تا بتواند به‌طور مستقیم با قاضی صحبت کند و بر تصمیم نهایی دادگاه تأثیر بگذارد.